# Lieu de tournage

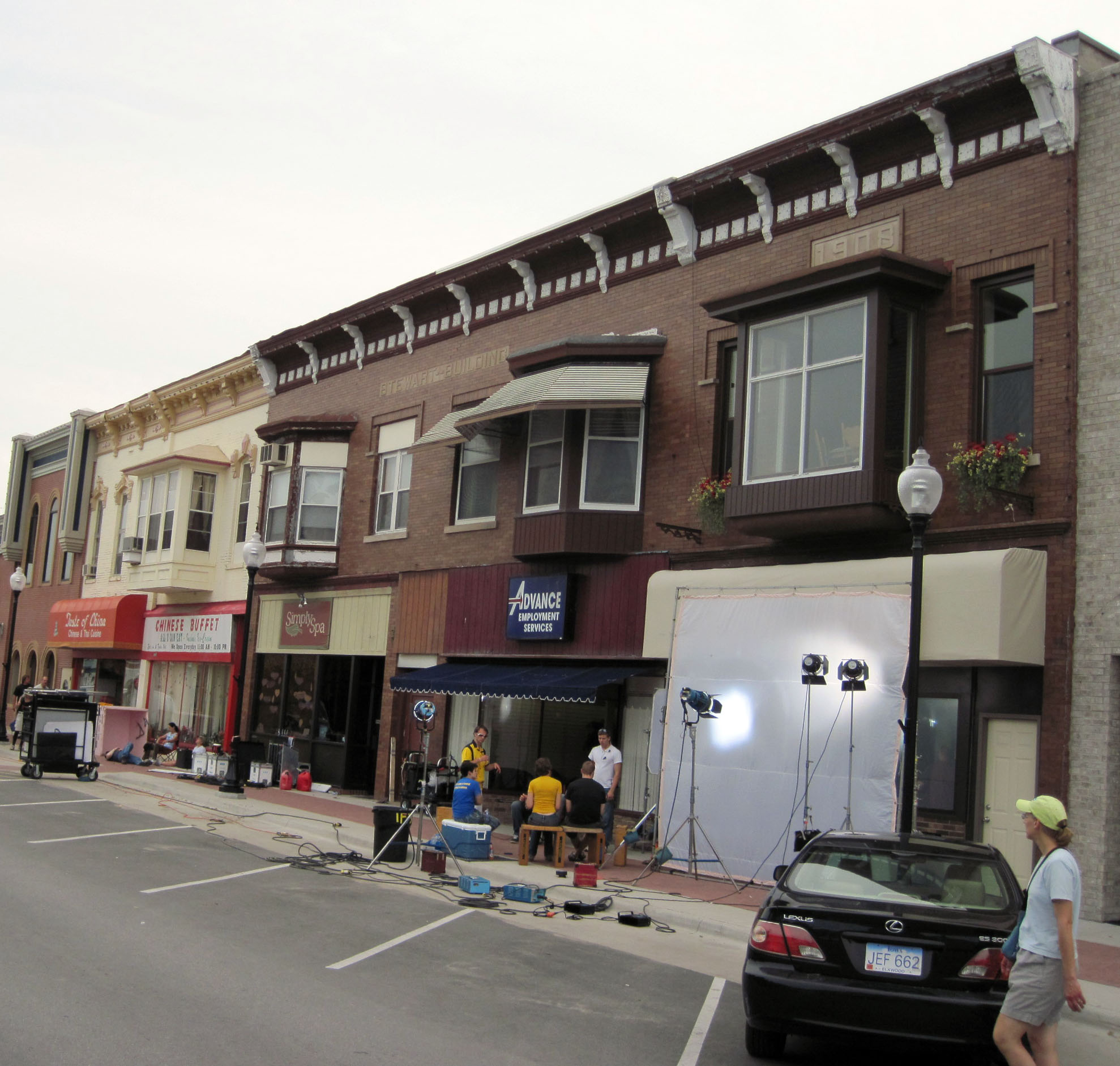
Un lieu de tournage.

Un lieu de tournage est un endroit où une partie ou la totalité d'un film ou d'une série télévisée est produite, en plus ou au lieu d'utiliser des décors construits sur un backlot ou un plateau de tournage d'un studio de cinéma. Dans le cinéma, un lieu de tournage est tout endroit où une équipe de tournage filmera des acteurs et enregistrera leur dialogue. Un emplacement où le dialogue n'est pas enregistré peut être considéré un site de photographie et être utilisé par une seconde équipe.  
Les cinéastes choisissent souvent de tourner sur place pour des raisons de réalisme du fait d'être d'un « vrai » lieu. Aussi, le tournage en extérieur est souvent motivé par le budget du film, plus économique que la réalisation de tous les décors associés. De nombreux films tournent les scènes intérieures sur un plateau de tournage et les scènes extérieures sur place. 
Il est parfois pensé que la dénonimation de tournage «sur place» implique qu'il se déroule dans le lieu exact  où se déroule son histoire, mais ce n'est pas nécessairement le cas.   

## Emplacements de substitution
Il est courant que les films ou les séries télévisées placent leur histoire dans un endroit mais soient filmés dans un autre, généralement pour des raisons d’économie ou de commodité. Parfois, le lieu de remplacement peut être approprié sur le plan historique. 

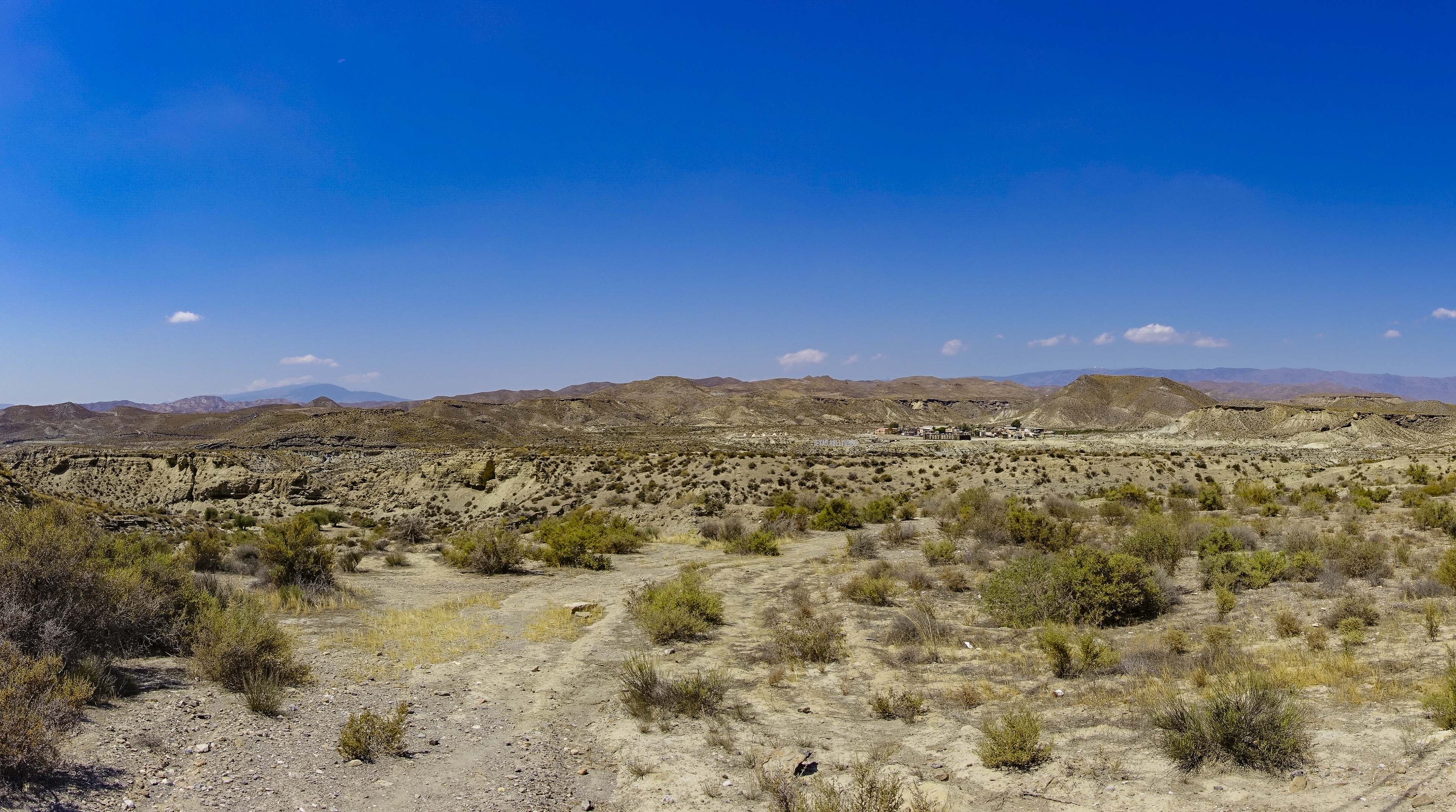
Du fait de ses paysages, la province d'Almería a été utilisée comme lieu de tournage de westerns.

Certains lieux de tournage de remplacement et le décor de film correspondant comprennent : 
- Almería, Espagne - Sud-ouest des États-Unis pour The Good, the Bad and the Ugly, ainsi que de nombreux autres westerns spaghetti, particulièrement sur les sites de Mini Hollywood, Texas Hollywood et Western Leone.
- Cadix, Espagne - La Havane, Cuba (Meurs un autre jour)
- Hawaï - Afrique de l'Ouest (Les Larmes du soleil), Amazonie brésilienne (Bienvenue dans la jungle)
- Madrid, Soria, Espagne - Moscou, Russie (Docteur Jivago)
- Malte - Sparte antique (Troie); Rome antique (Gladiator); Rome, Beyrouth, Chypre, Tel Aviv, Athènes (Munich); Sweethaven (Popeye)
- Matera, Italie - Jérusalem (La Passion du Christ), (Marie-Madeleine) et plusieurs autres films se déroulant à l'époque de Jésus
- Prague, République tchèque - Angleterre médiévale (Chevalier), Renaissance italienne (Borgia), Vienne du XVIIIe siècle (Amadeus); France au XVIIIe (L'Affaire du collier), Angleterre du XIXe siècle (From Hell, Shanghai Kid 2), Vienne du XIXe siècle (Wiener Mädeln, L'illusionniste), Dresde pendant la Seconde Guerre mondiale (Abattoir 5)
- St Pancras Hotel, Londres - Arkham Asylum, Gotham City (Batman Begins); Manoir de Misselthwaite, Yorkshire (Le jardin secret)
- Thaïlande - Différents endroits en Thaïlande ont été utilisés pour de nombreux films illustrant la Guerre du Vietnam, notamment Voyage au bout de l'enfer, La Déchirure, Outrages, Air America et Opération Dumbo Drop.

## Tourisme

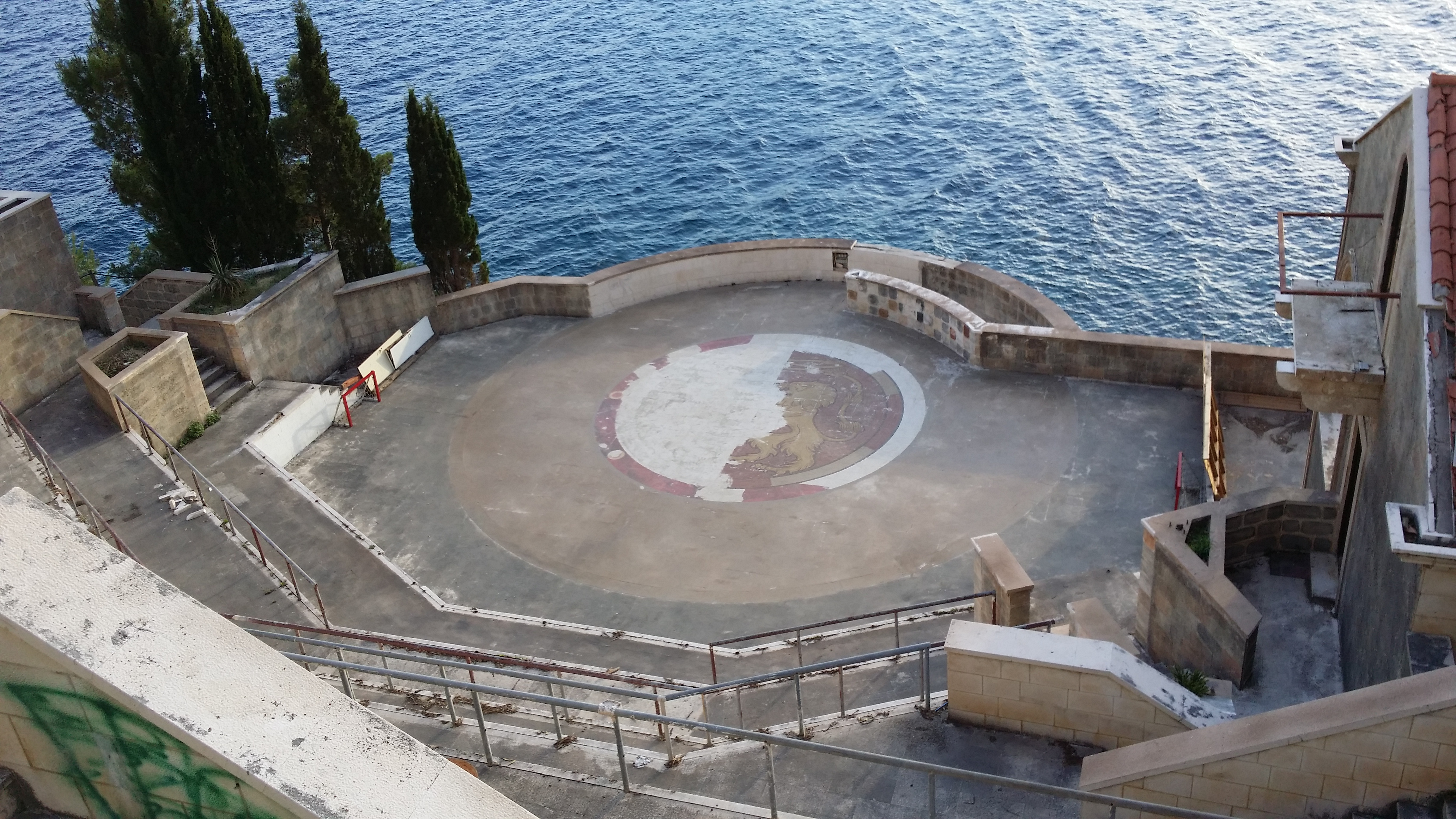
Un amphithéâtre abandonné à Dubrovnik, Croatie, où ont été tournées des scènes de Game of Thrones.

Les adaptations cinématographiques à succès mondial filmées dans des paysages saisissants entraînent également une forme de tourisme liée au film. Un développement du tourisme en Nouvelle-Zélande a ainsi été constaté à la suite du tournage des films du Seigneur des Anneaux. Un développement similaire a été constaté dans les lieux de tournage espagnols, islandais ou croates de Game of Thrones. 
Cependant, l'afflux massif de visiteurs déclenché par la consommation mondiale de produits audiovisuels peut devenir une nuisance permanente pour les locaux et implique des dangers environnementaux.